# Niall dei Nove Ostaggi
Niall dei Nove Ostaggi (in irlandese: Niall Noigíallach; fl. V secolo) è stato un re supremo d'Irlanda che visse nella prima metà del V secolo e che sarebbe morto tra il 450 e il 455.
Figlio più giovane di Eochaid Mugmedon, fu l'eponimo antenato della dinastia degli Uí Néill, che dominò l'Irlanda dal VI al X secolo attraverso i suoi figli: Conall Gulban, Endae, Eógan mac Néill, Coirpre mac Néill, Lóegaire, Maine di Tethba, Conall Cremthainne e Fiachu Fiachrach.

## L'epiteto
Esistono diverse versioni su come Niall prese il suo epiteto. Secondo la saga La morte di Niall dei Nove Ostaggi ricevette un ostaggio da ognuna delle cinque province d'Irlanda, dagli Scoti, dai Franchi, dai Britanni e dai Sassoni. Stando a Keating ne ricevette cinque dalle province irlandesi e quattro dalla Scozia.
Per O'Rahilly i nove ostaggi provenivano dai regni dal regno di Airgialla (letteralmente "che dà ostaggi"), uno Stato satellite di cui nell'antico testo legislativo Lebor na gCeart viene detto che l'unico compito verso il re d'Irlanda era di fornire nove ostaggi.

## Biografia
Sebbene venga generalmente considerato un personaggio storico, davvero poco di certo si sa su di lui e sulla sua vita. Le fonti a cui si può attingere sono le genealogie reali, l'Elenco dei re, una sezione del Lebor Gabála Érenn, gli annali irlandesi come quelli dei Quattro Maestri, le cronache come il Foras Feasa ar Éirinn di Seathrún Céitinn e le leggende come L'avventura dei figli di Eochaid Mugmedon e La morte di Niall dei Nove Ostaggi. Queste fonti sono però molto più tarde rispetto all'epoca in cui generalmente si colloca Niall (tardo IV-inizi V secolo). Per gli Annali dei Quattro Maestri salì al potere nel 378 e morì nel 405, mentre il Foras Feasa ar Éirinn di Seathrún Céitinn data l'ascesa al trono nel 368 e la morte nel 395. Stando a Keating avrebbe depredato le coste della Britannia e della Gallia e secondo alcune agiografie avrebbe rapito e portato con sé in Irlanda il futuro san Patrizio (e le sue sorelle), che all'epoca era ancora un ragazzo. In seguito Patrizio riuscì a scappare e a rientrare in patria, tornando poi in Irlanda anni dopo, dove ebbe un ruolo importantissimo nella conversione dell'isola al Cristianesimo. Keating associa questi raid con quelli di cui parlano Beda e Gildas e deduce che, dato che le fonti affermano che san Patrizio fu portato in Irlanda dalla Bretagna, i raid di Niall dovevano essersi spinti fino all'Europa continentale. Tuttavia gli storici ritengono che la sua cronologia vada posticipata di circa 50 anni e che quindi morì attorno tra il 450 e il 455.
Stando alla leggendaria Avventura dei figli di Eochaid Mugmedon il supremo re irlandese Eochaid Mugmedón ebbe quattro figli (Brión, Ailill, Fiachrae e Fergus) dalla prima moglie Mongfind, sorella del re del Munster Crimthann mac Fidaig, e uno (Niall) dalla seconda moglie, Cairenn Chasdub, figlia del re sassone Sachell Balb, che era stata fatta schiava. Mentre Cairenn aspettava Niall, Mongfind, che era gelosa, la costrinse a fare un lavoro molto pesante, nella speranza che abortisse. Alla fine Niall viene alla luce e viene portato al poeta Torna, affinché lo allevasse. Una volta cresciuto Niall tornò a Tara, liberando la madre dal duro lavoro a cui era sottoposta. Sebbene sia anacronistico il fatto che la madre di Niall fosse sassone, O'Rahilly sostiene che il nome Cairenn deriverebbe dal nome latino Carina e che quindi costei potrebbe essere stata una romano-britanna. Del resto per Keating Cairenn era «figlia di un sovrano britannico». Mongfind viene presentata come una figura soprannaturale: nella saga La morte di Crimthann mac Fidaig si afferma che la festa di Samhain fu comunemente chiamata Festival di Mongfind.
Vedendo la popolarità di Niall tra i nobili, Mongfind chiese a Eochaid chi sarebbe stato il suo successore, sperando che avrebbe scelto uno degli altri quattro figli. Eochaid diede al druido Sithchenn il compito di dare un responso. Il sacerdote ideò una sorta di gara tra i fratelli, chiudendoli in una fucina che andava a fuoco e dicendo loro di salvare ciò che potevano. Li avrebbe giudicati sulla base degli oggetti che avrebbero scelto. Niall venne fuori con un'incudine e fu considerato il vincitore, ma Mongfind rifiutò di accettare la decisione.
Sithchenn manda allora i fratelli a caccia. Ognuno di loro va a cercare dell'acqua e trovano una fonte custodita da un'orrenda vecchia che chiede loro un bacio in cambio dell'acqua. Solo Niall fece esattamente quanto richiesto dalla vecchia, che poi si rivelò essere una splendida vergine, la personificazione della Sovranità dell'Irlanda. Lei diede a Niall l'acqua e il trono d'Irlanda per molte generazioni (26 dei suoi discendenti saranno sovrani supremi d'Irlanda), mentre a Fiachrae che le aveva dato un fugace bacio fu assegnata una linea reale minore (solo due dei suoi discendenti saranno re supremi: Nath Í e Ailill Molt).
In un'altra versione la successione si ha solo dopo la morte di Eochaid, quando al potere salì il fratello di Mongfind, Crimthann. Ma quando costui si recò a visitare i suoi possedimenti in Scozia, i figli della sorella si impadronirono del regno. Crimthann tornò in Irlanda deciso a riprendersi il trono e allora Mongfind si propose come paciere, organizzando una festa durante la quale versò del veleno nella bevanda del fratello. Ma Crimthann si rifiutò di bere a meno che non avesse bevuto anche lei. La sorella accettò e così entrambi morirono per il veleno. Niall salì al potere e Brión divenne il suo secondo. In un'ulteriore versione della storia Mongfind cerca di avvelenare Niall, ma avvelena sé stessa per sbaglio.
Durante il regno di Niall i fratelli si nominarono sovrani locali. Brión dominò sulla provincia del Connacht, Fiachrae gli mosse guerra ma fu sconfitto e portato come prigioniero a Niall. Il figlio di Fiachrae, Nath Í, continuo la guerra e alla fine Brión. Niall rilasciò Fiachrae, che salì sul trono del Connacht. Fiachrae e Ailill mossero poi guerra a Eochaid, re del Munster e figlio di Crimthann. Lo sconfissero, ma Fiachrae morì per le ferite riportate in battaglia. Gli uomini del Munster mossero guerra ad Ailill, lo catturarono e lo fecero a pezzi. Il conflitto tra Munster e Connacht continuò per diversi anni.
Il Lebor Gabála Érenn parla di una guerra tra Niall e Énnae Cennsalach, re del Leinster, a causa del bórama (un tributo in bestiame) che era stato imposto per la prima volta al Leinster da Tuathal Teachtmhar. Tutte le fonti affermano che Niall fu ucciso dal figlio di Énnae, Eochaid, anche se poi differiscono su come ciò avvenne. La più antica versione del Lebor Gabála afferma che Eochaid uccise Niall nella Manica. Versioni più tarde aggiungono che ciò accadde mentre Niall era impegnato in un'invasione della Bretagna. Secondo altre fonti, morì combattendo i Pitti in Scozia, mentre per altre mentre si trovava sulle Alpi. Tutte, comunque, concordano sul fatto che perse la vita fuori dall'Irlanda.
Stando alla saga La morte di Niall dei Nove Ostaggi, l'inimicizia di Eochaid e Niall nacque quando il poeta di Niall, Laidchenn, non gli diede ospitalità. Per tutta risposta egli distrusse la fortezza del poeta, uccidendone il figlio Leat. Laidchenn lanciò allora una maledizione sul Leinster. Niall mosse poi guerra al Leinster e accettò la cessazione delle ostilità a patto che gli fosse consegnato Eochaid. Niall fece incatenare Eochaid a una pietra e inviò nove guerrieri a ucciderlo. Ma, rotte le catene, Eochaid uccise i nove. Eliminò poi Laidchenn. Niall allora lo esiliò in Scozia. A questo punto la storia diventa confusa. Comunque, sia che sia stato in Scozia, sia che sia stato sulle rive della Loira, Niall viene ucciso da Eochaid. Il suo corpo sarebbe stato sepolto a Ochann, oggi Faughan Hill nella contea di Meath. Gli successe il nipote Nath Í. Secondo lo storico Byrne egli sarebbe morto durante un raid in Britannia e non in Europa come afferma Keating. Esistono diverse versioni sulle circostanze della sua morte. Secondo la leggenda, i suoi seguaci riportarono il suo corpo in Irlanda, combattendo sette battaglie lungo il tragitto. Ogni volta che portavano il suo corpo davanti a loro, erano imbattibili.

### Discendenza
Stando a Keating, Niall ebbe due mogli: Inne, figlia di Lugaid, da cui ebbe solo un figlio (Fiachu) e Rignach, da cui ne ebbe invece sette (Lóegaire, Éndae, Maine, Eógan, Conall Gulban, Conall Cremthainne e Coirpre). Da costoro discesero i diversi rami degli Uí Néill: Cenél nEógain, Cenél Conaill, Cenél Fiachach, Cenél Lóegaire, Uí Maine, Cenél Conaill, Clann Cholmáin, Síl nÁedo Sláine e Cenél Coirpri. Altri famosi suoi discendenti sono: san Columba, san Melrubio, i re di Scozia, i re di Ailech, i re di Tir Eogain, i re di Tír Conaill, i diversi Hugh O'Neill, i diversi Red Hugh O'Donnell degli O'Donnell di Tyrconnell, Owen Roe O'Neill, Hugh Dubh O'Neill, Sir Phelim O'Neill, Hugh MacCaghwell, Leopoldo O'Donnell, Sir Cahir O'Doherty, Sir Donnell Ballagh O'Cahan, Turlough O'Cahan, Shane O'Neill, Sir William Johnson degli O'Neill dei Fews e molti altri. Il clan scozzese dei MacNeil sostiene di discendere da Niall. Nel gennaio del 2006 gli studiosi sono giunti a ipotizzare che Niall fu l'irlandese più prolifico della storia, secondo, a livello mondiale, solo a Gengis Khan. Secondo alcuni studi genetici nell'Irlanda del nord oltre 1/5 degli uomini ha in comune un cromosoma che li riporterebbe a Niall. Oltre il 20% della popolazione di alcune regioni discenderebbe, secondo gli studiosi, da Niall.

## Albero genealogico
I nomi in grassetto indicano i re supremi d'Irlanda
|          |          | Tuathal Teachtmhar |               |               |               |               |               |  |  |          |          |          |          |                  |                  |                  |                  |                        |                        |                        |                        |                        |                        |  |  |                   |                   |                   |                   |                   |                   |         |         |                      |                      |                      |                      |                      |                      |  |  |       |       |       |       |                       |                       |                       |                       |                       |                       |                    |                    |                    |                    |        |        |        |        |        |        |        |        |  |  |  |  |  |  |  |  |  |  |  |  |  |  |  |  |  |  |  |  |  |  |  |  |  |  |  |  |  |  |  |  |  |  |  |  |  |  |  |  |  |  |  |  |
|          |          |                    |               |               |               |               |               |  |  |          |          |          |          |                  |                  |                  |                  |                        |                        |                        |                        |                        |                        |  |  |                   |                   |                   |                   |                   |                   |         |         |                      |                      |                      |                      |                      |                      |  |  |       |       |       |       |                       |                       |                       |                       |                       |                       |                    |                    |                    |                    |        |        |        |        |        |        |        |        |  |  |  |  |  |  |  |  |  |  |  |  |  |  |  |  |  |  |  |  |  |  |  |  |  |  |  |  |  |  |  |  |  |  |  |  |  |  |  |  |  |  |  |  |
|          |          | Fedlimid Rechtmar  |               |               |               |               |               |  |  |          |          |          |          |                  |                  |                  |                  |                        |                        |                        |                        |                        |                        |  |  |                   |                   |                   |                   |                   |                   |         |         |                      |                      |                      |                      |                      |                      |  |  |       |       |       |       |                       |                       |                       |                       |                       |                       |                    |                    |                    |                    |        |        |        |        |        |        |        |        |  |  |  |  |  |  |  |  |  |  |  |  |  |  |  |  |  |  |  |  |  |  |  |  |  |  |  |  |  |  |  |  |  |  |  |  |  |  |  |  |  |  |  |  |
|          |          |                    |               |               |               |               |               |  |  |          |          |          |          |                  |                  |                  |                  |                        |                        |                        |                        |                        |                        |  |  |                   |                   |                   |                   |                   |                   |         |         |                      |                      |                      |                      |                      |                      |  |  |       |       |       |       |                       |                       |                       |                       |                       |                       |                    |                    |                    |                    |        |        |        |        |        |        |        |        |  |  |  |  |  |  |  |  |  |  |  |  |  |  |  |  |  |  |  |  |  |  |  |  |  |  |  |  |  |  |  |  |  |  |  |  |  |  |  |  |  |  |  |  |
|          |          | Conn Cétchathach   |               |               |               |               |               |  |  |          |          |          |          |                  |                  |                  |                  |                        |                        |                        |                        |                        |                        |  |  |                   |                   |                   |                   |                   |                   |         |         |                      |                      |                      |                      |                      |                      |  |  |       |       |       |       |                       |                       |                       |                       |                       |                       |                    |                    |                    |                    |        |        |        |        |        |        |        |        |  |  |  |  |  |  |  |  |  |  |  |  |  |  |  |  |  |  |  |  |  |  |  |  |  |  |  |  |  |  |  |  |  |  |  |  |  |  |  |  |  |  |  |  |
|          |          |                    |               |               |               |               |               |  |  |          |          |          |          |                  |                  |                  |                  |                        |                        |                        |                        |                        |                        |  |  |                   |                   |                   |                   |                   |                   |         |         |                      |                      |                      |                      |                      |                      |  |  |       |       |       |       |                       |                       |                       |                       |                       |                       |                    |                    |                    |                    |        |        |        |        |        |        |        |        |  |  |  |  |  |  |  |  |  |  |  |  |  |  |  |  |  |  |  |  |  |  |  |  |  |  |  |  |  |  |  |  |  |  |  |  |  |  |  |  |  |  |  |  |
|          |          |                    |               |               |               |               |               |  |  |          |          |          |          |                  |                  |                  |                  |                        |                        |                        |                        |                        |                        |  |  |                   |                   |                   |                   |                   |                   |         |         |                      |                      |                      |                      |                      |                      |  |  |       |       |       |       |                       |                       |                       |                       |                       |                       |                    |                    |                    |                    |        |        |        |        |        |        |        |        |  |  |  |  |  |  |  |  |  |  |  |  |  |  |  |  |  |  |  |  |  |  |  |  |  |  |  |  |  |  |  |  |  |  |  |  |  |  |  |  |  |  |  |  |
|          |          | Art mac Cuinn      | Art mac Cuinn | Art mac Cuinn | Art mac Cuinn | Art mac Cuinn | Art mac Cuinn |  |  | figlio   | figlio   | figlio   | figlio   | figlio           | figlio           |                  |                  | figlio                 | figlio                 | figlio                 | figlio                 | figlio                 | figlio                 |  |  | figlio            | figlio            | figlio            | figlio            | figlio            | figlio            |         |         | figlio               | figlio               | figlio               | figlio               | figlio               | figlio               |  |  |       |       |       |       |                       |                       |                       |                       |                       |                       |                    |                    |                    |                    |        |        |        |        |        |        |        |        |  |  |  |  |  |  |  |  |  |  |  |  |  |  |  |  |  |  |  |  |  |  |  |  |  |  |  |  |  |  |  |  |  |  |  |  |  |  |  |  |  |  |  |  |
|          |          | Art mac Cuinn      | Art mac Cuinn | Art mac Cuinn | Art mac Cuinn | Art mac Cuinn | Art mac Cuinn |  |  | figlio   | figlio   | figlio   | figlio   | figlio           | figlio           |                  |                  | figlio                 | figlio                 | figlio                 | figlio                 | figlio                 | figlio                 |  |  | figlio            | figlio            | figlio            | figlio            | figlio            | figlio            |         |         | figlio               | figlio               | figlio               | figlio               | figlio               | figlio               |  |  |       |       |       |       |                       |                       |                       |                       |                       |                       |                    |                    |                    |                    |        |        |        |        |        |        |        |        |  |  |  |  |  |  |  |  |  |  |  |  |  |  |  |  |  |  |  |  |  |  |  |  |  |  |  |  |  |  |  |  |  |  |  |  |  |  |  |  |  |  |  |  |
|          |          | Cormac mac Airt    |               |               |               |               |               |  |  |          |          |          |          |                  |                  |                  |                  |                        |                        |                        |                        |                        |                        |  |  |                   |                   |                   |                   |                   |                   |         |         |                      |                      |                      |                      |                      |                      |  |  |       |       |       |       |                       |                       |                       |                       |                       |                       |                    |                    |                    |                    |        |        |        |        |        |        |        |        |  |  |  |  |  |  |  |  |  |  |  |  |  |  |  |  |  |  |  |  |  |  |  |  |  |  |  |  |  |  |  |  |  |  |  |  |  |  |  |  |  |  |  |  |
|          |          |                    |               |               |               |               |               |  |  |          |          |          |          |                  |                  |                  |                  |                        |                        |                        |                        |                        |                        |  |  |                   |                   |                   |                   |                   |                   |         |         |                      |                      |                      |                      |                      |                      |  |  |       |       |       |       |                       |                       |                       |                       |                       |                       |                    |                    |                    |                    |        |        |        |        |        |        |        |        |  |  |  |  |  |  |  |  |  |  |  |  |  |  |  |  |  |  |  |  |  |  |  |  |  |  |  |  |  |  |  |  |  |  |  |  |  |  |  |  |  |  |  |  |
|          |          | Cairbre Lifechair  |               |               |               |               |               |  |  |          |          |          |          |                  |                  |                  |                  |                        |                        |                        |                        |                        |                        |  |  |                   |                   |                   |                   |                   |                   |         |         |                      |                      |                      |                      |                      |                      |  |  |       |       |       |       |                       |                       |                       |                       |                       |                       |                    |                    |                    |                    |        |        |        |        |        |        |        |        |  |  |  |  |  |  |  |  |  |  |  |  |  |  |  |  |  |  |  |  |  |  |  |  |  |  |  |  |  |  |  |  |  |  |  |  |  |  |  |  |  |  |  |  |
|          |          |                    |               |               |               |               |               |  |  |          |          |          |          |                  |                  |                  |                  |                        |                        |                        |                        |                        |                        |  |  |                   |                   |                   |                   |                   |                   |         |         |                      |                      |                      |                      |                      |                      |  |  |       |       |       |       |                       |                       |                       |                       |                       |                       |                    |                    |                    |                    |        |        |        |        |        |        |        |        |  |  |  |  |  |  |  |  |  |  |  |  |  |  |  |  |  |  |  |  |  |  |  |  |  |  |  |  |  |  |  |  |  |  |  |  |  |  |  |  |  |  |  |  |
|          |          | Fiacha Sraibhtine  |               |               |               |               |               |  |  |          |          |          |          |                  |                  |                  |                  |                        |                        |                        |                        |                        |                        |  |  |                   |                   |                   |                   |                   |                   |         |         |                      |                      |                      |                      |                      |                      |  |  |       |       |       |       |                       |                       |                       |                       |                       |                       |                    |                    |                    |                    |        |        |        |        |        |        |        |        |  |  |  |  |  |  |  |  |  |  |  |  |  |  |  |  |  |  |  |  |  |  |  |  |  |  |  |  |  |  |  |  |  |  |  |  |  |  |  |  |  |  |  |  |
|          |          |                    |               |               |               |               |               |  |  |          |          |          |          |                  |                  |                  |                  |                        |                        |                        |                        |                        |                        |  |  |                   |                   |                   |                   |                   |                   |         |         |                      |                      |                      |                      |                      |                      |  |  |       |       |       |       |                       |                       |                       |                       |                       |                       |                    |                    |                    |                    |        |        |        |        |        |        |        |        |  |  |  |  |  |  |  |  |  |  |  |  |  |  |  |  |  |  |  |  |  |  |  |  |  |  |  |  |  |  |  |  |  |  |  |  |  |  |  |  |  |  |  |  |
|          |          | Muiredach Tirech   |               |               |               |               |               |  |  |          |          |          |          |                  |                  |                  |                  |                        |                        |                        |                        |                        |                        |  |  |                   |                   |                   |                   |                   |                   |         |         |                      |                      |                      |                      |                      |                      |  |  |       |       |       |       |                       |                       |                       |                       |                       |                       |                    |                    |                    |                    |        |        |        |        |        |        |        |        |  |  |  |  |  |  |  |  |  |  |  |  |  |  |  |  |  |  |  |  |  |  |  |  |  |  |  |  |  |  |  |  |  |  |  |  |  |  |  |  |  |  |  |  |
|          |          |                    |               |               |               |               |               |  |  |          |          |          |          |                  |                  |                  |                  |                        |                        |                        |                        |                        |                        |  |  |                   |                   |                   |                   |                   |                   |         |         |                      |                      |                      |                      |                      |                      |  |  |       |       |       |       |                       |                       |                       |                       |                       |                       |                    |                    |                    |                    |        |        |        |        |        |        |        |        |  |  |  |  |  |  |  |  |  |  |  |  |  |  |  |  |  |  |  |  |  |  |  |  |  |  |  |  |  |  |  |  |  |  |  |  |  |  |  |  |  |  |  |  |
|          |          |                    |               |               |               |               |               |  |  |          |          |          |          |                  |                  |                  |                  |                        |                        |                        |                        |                        |                        |  |  |                   |                   |                   |                   |                   |                   |         |         |                      |                      |                      |                      |                      |                      |  |  |       |       |       |       |                       |                       |                       |                       |                       |                       |                    |                    |                    |                    |        |        |        |        |        |        |        |        |  |  |  |  |  |  |  |  |  |  |  |  |  |  |  |  |  |  |  |  |  |  |  |  |  |  |  |  |  |  |  |  |  |  |  |  |  |  |  |  |  |  |  |  |
| Mongfind | Mongfind | Mongfind           | Mongfind      | Mongfind      | Mongfind      |               |               |  |  |          |          |          |          | Eochaid Mugmedon | Eochaid Mugmedon | Eochaid Mugmedon | Eochaid Mugmedon | Eochaid Mugmedon       | Eochaid Mugmedon       |                        |                        |                        |                        |  |  |                   |                   |                   |                   | Cairenn           | Cairenn           | Cairenn | Cairenn | Cairenn              | Cairenn              |                      |                      |                      |                      |  |  |       |       |       |       |                       |                       |                       |                       |                       |                       |                    |                    |                    |                    |        |        |        |        |        |        |        |        |  |  |  |  |  |  |  |  |  |  |  |  |  |  |  |  |  |  |  |  |  |  |  |  |  |  |  |  |  |  |  |  |  |  |  |  |  |  |  |  |  |  |  |  |
| Mongfind | Mongfind | Mongfind           | Mongfind      | Mongfind      | Mongfind      |               |               |  |  |          |          |          |          | Eochaid Mugmedon | Eochaid Mugmedon | Eochaid Mugmedon | Eochaid Mugmedon | Eochaid Mugmedon       | Eochaid Mugmedon       |                        |                        |                        |                        |  |  |                   |                   |                   |                   | Cairenn           | Cairenn           | Cairenn | Cairenn | Cairenn              | Cairenn              |                      |                      |                      |                      |  |  |       |       |       |       |                       |                       |                       |                       |                       |                       |                    |                    |                    |                    |        |        |        |        |        |        |        |        |  |  |  |  |  |  |  |  |  |  |  |  |  |  |  |  |  |  |  |  |  |  |  |  |  |  |  |  |  |  |  |  |  |  |  |  |  |  |  |  |  |  |  |  |
|          |          |                    |               |               |               |               |               |  |  |          |          |          |          |                  |                  |                  |                  |                        |                        |                        |                        |                        |                        |  |  |                   |                   |                   |                   |                   |                   |         |         |                      |                      |                      |                      |                      |                      |  |  |       |       |       |       |                       |                       |                       |                       |                       |                       |                    |                    |                    |                    |        |        |        |        |        |        |        |        |  |  |  |  |  |  |  |  |  |  |  |  |  |  |  |  |  |  |  |  |  |  |  |  |  |  |  |  |  |  |  |  |  |  |  |  |  |  |  |  |  |  |  |  |
|          |          |                    |               |               |               |               |               |  |  |          |          |          |          |                  |                  |                  |                  |                        |                        |                        |                        |                        |                        |  |  |                   |                   |                   |                   |                   |                   |         |         |                      |                      |                      |                      |                      |                      |  |  |       |       |       |       |                       |                       |                       |                       |                       |                       |                    |                    |                    |                    |        |        |        |        |        |        |        |        |  |  |  |  |  |  |  |  |  |  |  |  |  |  |  |  |  |  |  |  |  |  |  |  |  |  |  |  |  |  |  |  |  |  |  |  |  |  |  |  |  |  |  |  |
|          |          | Brion              | Brion         | Brion         | Brion         | Brion         | Brion         |  |  | Fiachrae | Fiachrae | Fiachrae | Fiachrae | Fiachrae         | Fiachrae         |                  |                  | Ailill                 | Ailill                 | Ailill                 | Ailill                 | Ailill                 | Ailill                 |  |  | Niall Noigíallach | Niall Noigíallach | Niall Noigíallach | Niall Noigíallach | Niall Noigíallach | Niall Noigíallach |         |         | Fergus               | Fergus               | Fergus               | Fergus               | Fergus               | Fergus               |  |  |       |       |       |       |                       |                       |                       |                       |                       |                       |                    |                    |                    |                    |        |        |        |        |        |        |        |        |  |  |  |  |  |  |  |  |  |  |  |  |  |  |  |  |  |  |  |  |  |  |  |  |  |  |  |  |  |  |  |  |  |  |  |  |  |  |  |  |  |  |  |  |
|          |          | Brion              | Brion         | Brion         | Brion         | Brion         | Brion         |  |  | Fiachrae | Fiachrae | Fiachrae | Fiachrae | Fiachrae         | Fiachrae         |                  |                  | Ailill                 | Ailill                 | Ailill                 | Ailill                 | Ailill                 | Ailill                 |  |  | Niall Noigíallach | Niall Noigíallach | Niall Noigíallach | Niall Noigíallach | Niall Noigíallach | Niall Noigíallach |         |         | Fergus               | Fergus               | Fergus               | Fergus               | Fergus               | Fergus               |  |  |       |       |       |       |                       |                       |                       |                       |                       |                       |                    |                    |                    |                    |        |        |        |        |        |        |        |        |  |  |  |  |  |  |  |  |  |  |  |  |  |  |  |  |  |  |  |  |  |  |  |  |  |  |  |  |  |  |  |  |  |  |  |  |  |  |  |  |  |  |  |  |
|          |          |                    |               |               |               |               |               |  |  |          |          |          |          |                  |                  |                  |                  |                        |                        |                        |                        |                        |                        |  |  |                   |                   |                   |                   |                   |                   |         |         |                      |                      |                      |                      |                      |                      |  |  |       |       |       |       |                       |                       |                       |                       |                       |                       |                    |                    |                    |                    |        |        |        |        |        |        |        |        |  |  |  |  |  |  |  |  |  |  |  |  |  |  |  |  |  |  |  |  |  |  |  |  |  |  |  |  |  |  |  |  |  |  |  |  |  |  |  |  |  |  |  |  |
|          |          | Conall Gulban      | Conall Gulban | Conall Gulban | Conall Gulban | Conall Gulban | Conall Gulban |  |  | Endae    | Endae    | Endae    | Endae    | Endae            | Endae            |                  |                  | Eogan                  | Eogan                  | Eogan                  | Eogan                  | Eogan                  | Eogan                  |  |  | Coirpre           | Coirpre           | Coirpre           | Coirpre           | Coirpre           | Coirpre           |         |         | Lóegaire             | Lóegaire             | Lóegaire             | Lóegaire             | Lóegaire             | Lóegaire             |  |  | Maine | Maine | Maine | Maine | Maine                 | Maine                 |                       |                       | Conall Cremthainne    | Conall Cremthainne    | Conall Cremthainne | Conall Cremthainne | Conall Cremthainne | Conall Cremthainne |        |        | Fiachu | Fiachu | Fiachu | Fiachu | Fiachu | Fiachu |  |  |  |  |  |  |  |  |  |  |  |  |  |  |  |  |  |  |  |  |  |  |  |  |  |  |  |  |  |  |  |  |  |  |  |  |  |  |  |  |  |  |  |  |
|          |          | Conall Gulban      | Conall Gulban | Conall Gulban | Conall Gulban | Conall Gulban | Conall Gulban |  |  | Endae    | Endae    | Endae    | Endae    | Endae            | Endae            |                  |                  | Eogan                  | Eogan                  | Eogan                  | Eogan                  | Eogan                  | Eogan                  |  |  | Coirpre           | Coirpre           | Coirpre           | Coirpre           | Coirpre           | Coirpre           |         |         | Lóegaire             | Lóegaire             | Lóegaire             | Lóegaire             | Lóegaire             | Lóegaire             |  |  | Maine | Maine | Maine | Maine | Maine                 | Maine                 |                       |                       | Conall Cremthainne    | Conall Cremthainne    | Conall Cremthainne | Conall Cremthainne | Conall Cremthainne | Conall Cremthainne |        |        | Fiachu | Fiachu | Fiachu | Fiachu | Fiachu | Fiachu |  |  |  |  |  |  |  |  |  |  |  |  |  |  |  |  |  |  |  |  |  |  |  |  |  |  |  |  |  |  |  |  |  |  |  |  |  |  |  |  |  |  |  |  |
|          |          |                    |               |               |               |               |               |  |  |          |          |          |          |                  |                  |                  |                  |                        |                        |                        |                        |                        |                        |  |  |                   |                   |                   |                   |                   |                   |         |         |                      |                      |                      |                      |                      |                      |  |  |       |       |       |       |                       |                       |                       |                       |                       |                       |                    |                    |                    |                    |        |        |        |        |        |        |        |        |  |  |  |  |  |  |  |  |  |  |  |  |  |  |  |  |  |  |  |  |  |  |  |  |  |  |  |  |  |  |  |  |  |  |  |  |  |  |  |  |  |  |  |  |
|          |          |                    |               |               |               |               |               |  |  |          |          |          |          |                  |                  |                  |                  | Muirdeach              | Muirdeach              | Muirdeach              | Muirdeach              | Muirdeach              | Muirdeach              |  |  | Cormac Caech      | Cormac Caech      | Cormac Caech      | Cormac Caech      | Cormac Caech      | Cormac Caech      |         |         | Lughaid mac Loeguire | Lughaid mac Loeguire | Lughaid mac Loeguire | Lughaid mac Loeguire | Lughaid mac Loeguire | Lughaid mac Loeguire |  |  |       |       |       |       | Fergus Cerrbel        | Fergus Cerrbel        | Fergus Cerrbel        | Fergus Cerrbel        | Fergus Cerrbel        | Fergus Cerrbel        |                    |                    | Ardgal             | Ardgal             | Ardgal | Ardgal | Ardgal | Ardgal |        |        |        |        |  |  |  |  |  |  |  |  |  |  |  |  |  |  |  |  |  |  |  |  |  |  |  |  |  |  |  |  |  |  |  |  |  |  |  |  |  |  |  |  |  |  |  |  |
|          |          |                    |               |               |               |               |               |  |  |          |          |          |          |                  |                  |                  |                  | Muirdeach              | Muirdeach              | Muirdeach              | Muirdeach              | Muirdeach              | Muirdeach              |  |  | Cormac Caech      | Cormac Caech      | Cormac Caech      | Cormac Caech      | Cormac Caech      | Cormac Caech      |         |         | Lughaid mac Loeguire | Lughaid mac Loeguire | Lughaid mac Loeguire | Lughaid mac Loeguire | Lughaid mac Loeguire | Lughaid mac Loeguire |  |  |       |       |       |       | Fergus Cerrbel        | Fergus Cerrbel        | Fergus Cerrbel        | Fergus Cerrbel        | Fergus Cerrbel        | Fergus Cerrbel        |                    |                    | Ardgal             | Ardgal             | Ardgal | Ardgal | Ardgal | Ardgal |        |        |        |        |  |  |  |  |  |  |  |  |  |  |  |  |  |  |  |  |  |  |  |  |  |  |  |  |  |  |  |  |  |  |  |  |  |  |  |  |  |  |  |  |  |  |  |  |
|          |          |                    |               |               |               |               |               |  |  |          |          |          |          |                  |                  |                  |                  | Muirchertach mac Ercae | Muirchertach mac Ercae | Muirchertach mac Ercae | Muirchertach mac Ercae | Muirchertach mac Ercae | Muirchertach mac Ercae |  |  | Túathal Máelgarb  | Túathal Máelgarb  | Túathal Máelgarb  | Túathal Máelgarb  | Túathal Máelgarb  | Túathal Máelgarb  |         |         |                      |                      |                      |                      |                      |                      |  |  |       |       |       |       | Diarmait mac Cerbaill | Diarmait mac Cerbaill | Diarmait mac Cerbaill | Diarmait mac Cerbaill | Diarmait mac Cerbaill | Diarmait mac Cerbaill |                    |                    |                    |                    |        |        |        |        |        |        |        |        |  |  |  |  |  |  |  |  |  |  |  |  |  |  |  |  |  |  |  |  |  |  |  |  |  |  |  |  |  |  |  |  |  |  |  |  |  |  |  |  |  |  |  |  |